# Nossa Senhora da Conceição (Vila Real)
A Freguesia de Nossa Senhora da Conceição (oficialmente, Vila Real (Nossa Senhora da Conceição)) foi uma freguesia portuguesa do Município de Vila Real. Tinha 3,40 km² de área e 8 885 habitantes (2011). Foi extinta (agregada) pela reorganização administrativa de 2012/2013, tendo o seu território sido integrado na então criada União das Freguesias de Vila Real (Nossa Senhora da Conceição, São Pedro e São Dinis).
Era, antes da reorganização administrativa de 2012/2013, uma das únicas três freguesias do Município de Vila Real com território em ambas as margens do Rio Corgo, com cerca de um quarto do território (Bairros de Santa Maria, do Boque, da Pimenta e da Regada/Codessais) situado na margem esquerda.

## População
| População da freguesia de Nossa Senhora da Conceição (1960–2011) | População da freguesia de Nossa Senhora da Conceição (1960–2011) | População da freguesia de Nossa Senhora da Conceição (1960–2011) | População da freguesia de Nossa Senhora da Conceição (1960–2011) | População da freguesia de Nossa Senhora da Conceição (1960–2011) | População da freguesia de Nossa Senhora da Conceição (1960–2011) |
| 1960                                                             | 1970                                                             | 1981                                                             | 1991                                                             | 2001                                                             | 2011                                                             |
| ---------------------------------------------------------------- | ---------------------------------------------------------------- | ---------------------------------------------------------------- | ---------------------------------------------------------------- | ---------------------------------------------------------------- | ---------------------------------------------------------------- |
| 2 026                                                            | 2 983                                                            | 4 358                                                            | 5 468                                                            | 7 846                                                            | 8 885                                                            |

| Distribuição da População por Grupos Etários em 2001 e 2011 | Distribuição da População por Grupos Etários em 2001 e 2011 | Distribuição da População por Grupos Etários em 2001 e 2011 | Distribuição da População por Grupos Etários em 2001 e 2011 | Distribuição da População por Grupos Etários em 2001 e 2011 | Distribuição da População por Grupos Etários em 2001 e 2011 | Distribuição da População por Grupos Etários em 2001 e 2011 | Distribuição da População por Grupos Etários em 2001 e 2011 | Distribuição da População por Grupos Etários em 2001 e 2011 | Distribuição da População por Grupos Etários em 2001 e 2011 |
| ----------------------------------------------------------- | ----------------------------------------------------------- | ----------------------------------------------------------- | ----------------------------------------------------------- | ----------------------------------------------------------- | ----------------------------------------------------------- | ----------------------------------------------------------- | ----------------------------------------------------------- | ----------------------------------------------------------- | ----------------------------------------------------------- |
| Idade                                                       | 0-14                                                        | 15-24                                                       | 25-64                                                       | > 65                                                        |                                                             | 0-14                                                        | 15-24                                                       | 25-64                                                       | > 65                                                        |
| 2001                                                        | 1.376                                                       | 1.072                                                       | 4.598                                                       | 800                                                         |                                                             | 17,5%                                                       | 13,7%                                                       | 58,6%                                                       | 10,2%                                                       |
| 2011                                                        | 1.484                                                       | 905                                                         | 5.297                                                       | 1.199                                                       |                                                             | 16,7%                                                       | 10,2%                                                       | 59,6%                                                       | 13,5%                                                       |

## História
Uma das três freguesias oficialmente urbanas (ocupava a zona norte da cidade), a agora extinta freguesia de Nossa Senhora da Conceição foi fundada em 23 de Novembro de 1960 com território cedido pelas freguesias limítrofes de São Dinis (Traslar), São Pedro (envolvente à Av. D. Dinis, Santa Iria, Bairro de São Vicente de Paulo, Codessais), Borbela (Montezelos, São Mamede, Timpeira), Mouçós (Bairro de Santa Maria) e Mateus (Bairro da Pimenta e parte do Boque).
Na sequência da reorganização administrativa ditada pela Lei n.º 22/2012, o seu território e o das outras duas freguesias urbanas da cidade de Vila Real foi agregado, passando o conjunto a designar-se oficialmente União das Freguesias de Vila Real (Nossa Senhora da Conceição, São Pedro e São Dinis). Assim, "Nossa Senhora da Conceição" foi de facto extinta enquanto designação oficial de freguesia.